# Dobra (Przeworsk)
Pour les articles homonymes, voir Dobra.
Dobra (prononciation : [ˈdɔbra]) est une localité polonaise de la gmina de Sieniawa, située dans le powiat de Przeworsk en voïvodie des Basses-Carpates.